# 俄羅斯全軍聯盟
俄羅斯全軍聯盟（俄语：Русский Обще-Воинский Союз）是俄罗斯白军运动组织，由白军将军彼得·弗兰格尔于1924年9月1日在南斯拉夫王国创立。最初的总部设在斯雷姆斯基卡尔洛夫齐。该组织的表面目的是向已经移居到苏联境外的俄罗斯白军老兵（通常也包括俄罗斯帝国军队的老兵）提供援助，包括士兵和军官。该组织未公开的目标是维持一个对抗布尔什维克的俄罗斯军事组织。该组织和更尊崇君主主义的俄罗斯帝国联盟秩序是代表俄罗斯流亡白军政府的最古老的组织。政治哲学家和白人流亡记者伊万·伊雷因也是俄罗斯全军事联盟的理论家。

## 知名人物
- 叶夫根尼·米勒，主席
- 米哈伊尔·季捷里赫斯
- 格里戈里·韦尔日比茨基
- 康斯坦丁·聂恰耶夫
- 尼古拉·斯科布林